# Francisco Manuel Martínez Villena

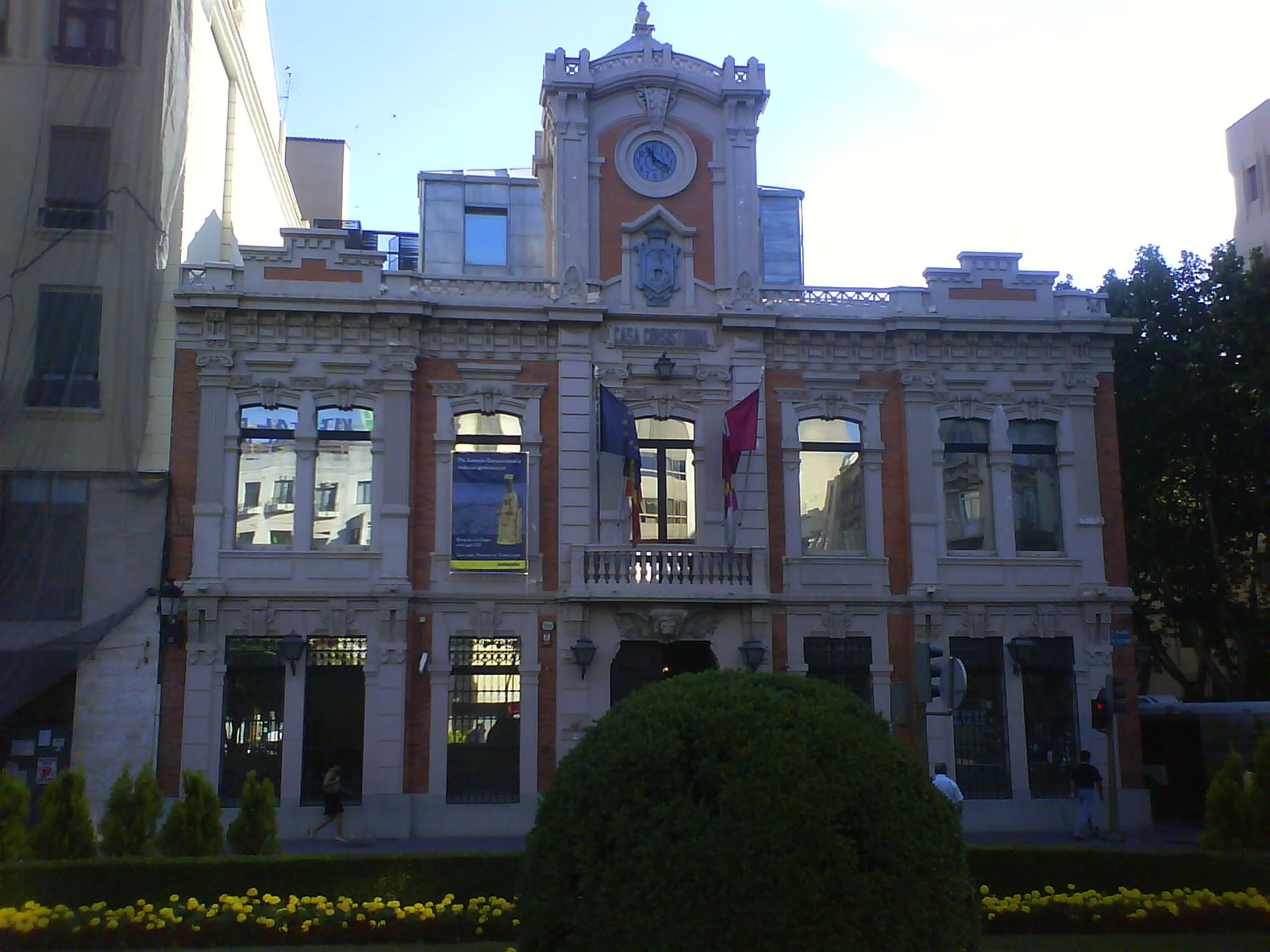
Antigua casa consistorial de Albacete

Francisco Manuel Martínez Villena (Albacete, 1871-Valencia, 1949) fue un arquitecto español activo a finales del siglo XIX y en la primera mitad del siglo XX. Fue arquitecto municipal de Albacete entre 1898 y 1910.

## Obras
Martínez Villena fue el autor del Plan de Alineaciones de Albacete de principios del siglo XX, el cual supuso un gran crecimiento de la ciudad, dando lugar al barrio de la Industria o al parque Abelardo Sánchez.
Una de sus obras más importantes fue la remodelación integral a principios del siglo XX de la Casa Cortés, la casa consistorial de Albacete entre 1879 y 1986. También fue el arquitecto del edificio Val General de Albacete o de la casa consistorial de Tomelloso.